# Ереван (вестник)
„Ереван“ е вестник, издаван от арменската общност в България. Той е седмичник за политика, изкуство и култура.
Първият му брой вижда бял свят през декември 1944 г. и оттогава насам изданието информира своите читатели за всичко, което се случва с арменците в България и по света. Вестникът обхваща широк кръг от теми: проблемни, отнасящи се до съвременните процеси в арменската общност и до дейността на арменските обществени формирования, културни, исторически, политически, образователни, социални и други.